# Bodil Koch

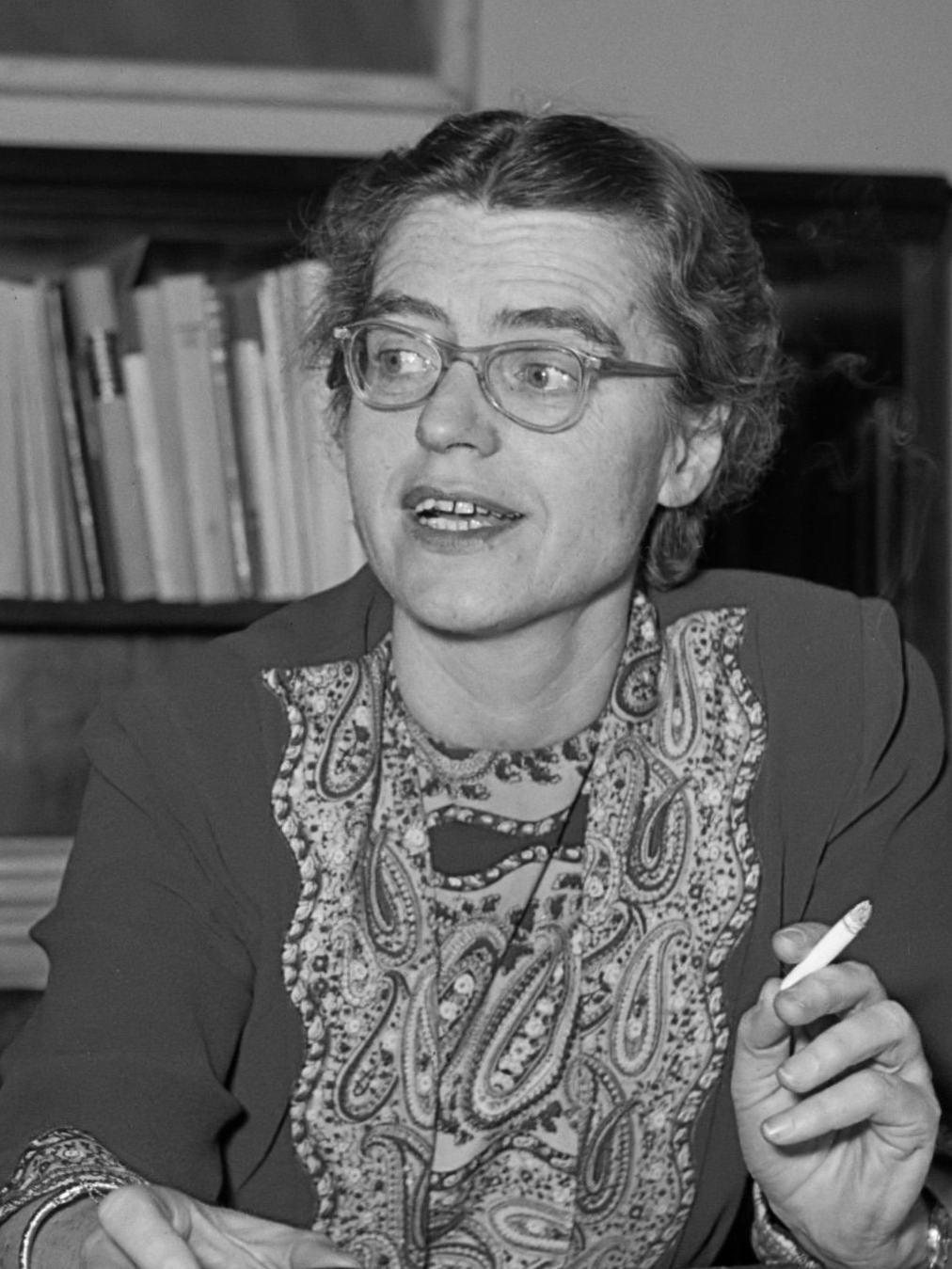
Bodil Koch (1954)

Bodil Koch (* 25. Oktober 1903; † 7. Januar 1972) war eine dänische Politikerin und von 1947 bis 1968 Abgeordnete der Sozialdemokratischen Partei im dänischen Parlament Folketinget. 1950 wurde sie als erste Frau weltweit Ministerin für kirchliche Angelegenheiten (kirkeminister) und gleichzeitig die erst dritte Ministerin in der Geschichte Dänemarks.
Ihre Amtszeit endete nach sechs Wochen, als der Ministerpräsident Hans Hedtoft am 30. Oktober 1950 wegen eines andauernden Disputs über die Rationierung von Butter zurücktrat.
Als die Sozialdemokraten 1953 wieder an die Macht gelangten, wurde sie abermals zur Ministerin für kirchliche Angelegenheiten ernannt. 1966 übernahm sie stattdessen das Amt der Kulturministerin. Dieses Amt hatte sie inne bis im Jahre 1968 Hilmar Baunsgaard Jens Otto Krag als Ministerpräsident ablöste.

## Familiärer Hintergrund
Bodil Koch studierte Theologie an der Universität Kopenhagen und schloss 1929 mit einem Diplom ab. Im selben Jahr heiratete sie Hal Koch. Gemeinsam hatten sie fünf Kinder und wurden zu Vorreitern eines neuen Familienbegriffs, wo beide Elternteile einer Erwerbsarbeit nachgehen und ihre Kinder sowohl in Hausarbeit als auch gesellschaftspolitische Debatten einbeziehen.

## Politischer Werdegang
Bodil Kochs politisches Engagement begann während des Zweiten Weltkriegs. Während dieser Zeit veröffentlichte sie Artikel und Kommentare in dänischen Zeitungen und hielt Vorträge im ganzen Land. 1944 mitbegründete sie die Organisation Folkevirke mit dem Ziel, Frauen demokratische Bildung auf allen politischen Ebenen zukommen zu lassen. In der Folge wurden landesweit Debattierclubs geformt, in denen über gesellschaftspolitische Themen diskutiert wurden.

## Ministerin für kirchliche Angelegenheiten
1947 kandidierte Bodil Koch bei den dänischen Parlamentswahlen und zog für den Wahlkreis Herning (Jütland) in das Folketing ein. In ihrer Amtszeit als Kirchenministerin (zunächst 6 Wochen 1950; später abermals von 1966 bis 1968) setzte sie sich für die Modernisierung der dänischen Volkskirche und die Ordination von Frauen ein.
1949 stimmte sie widerwillig mit ihrer Partei für den NATO-Beitritt Dänemarks. 1952 und 1955 stimmte sie wiederholt gegen die Parteilinie, u. a. gegen den NATO-Beitritt Westdeutschlands. Bodil Koch bezog Haltung gegen den Vietnamkrieg und gegen die nukleare Aufrüstung. Sie setzte sich für offene Gespräche zwischen den Ost- und Westmächten zur Zeit des Kalten Krieges ein. Zu weltweiter Bekanntheit gelangte sie durch ihre öffentlich geäußerte Kritik an John Foster Dull, dem Außenminister der USA, im Zuge einer NATO-Konferenz im Mai 1958 in Kopenhagen.